# 도요하마정 (아이치현)
도요하마정(豊浜町)은 아이치현 지타군에 설치되었던 정이다. 현재의 미나미치타정에 해당한다.